# Debajeva frekvencija
Debajeva frekvencija (Debye) kristala je teoretska maksimalna frekvencija vibriranja atoma u svom kristalu. Predložio ju je holandski fizičar Peter Debaj (Peter Debye) kao dio Debajevog modela.  Igra važnu ulogu u računanju  specifičnog toplotnog kapaciteta čvrstih tijela i koristi se za izračunavanje teoretski maksimalne brzine difuzije.  Povezana je sa brzinom zvuka (cs) u kristalu i brojem atoma u jediničnoj zapremini (N/V):

{\displaystyle \omega \,_{D}=\left({3 \over 4\pi \,}\cdot {N \over V}\right)^{1 \over 3}\cdot c_{s}}